# Mecánica Popular (banda)
Mecánica Popular fue una banda de música chilena fundada en 1997 por los ariqueños Manuel García y Mario Villalobos, en la que se suman el guitarrista Diego Álvarez y el baterista Marcos Chávez. Mezcla sonidos de folk y rock caracterizados y acompañados por melódicas letras cuyas influencias vienen de la trova y la Nueva Canción Chilena. Actualmente se encuentra disuelta.
Mecánica Popular marcó un hito a final de los 90 y principio de siglo en la industria musical bajo el legendario sello Alerce. Las letras de Manuel García y Mario Villalobos estaban cargadas de poesía, mezcladas con el rock y la trova en sus composiciones. El trabajo de la banda fue fundamental para una nueva generación de músicos que chilenos, que incluyen el folclore latinoamericano y la nueva canción chilenos en su trabajo, como lo indica Radio Ritoque "cantautores que ve en Mecánica Popular un antecedente para lo que luego significaría un momento musical en nuestro país que puso en relevancia el formato de canción de cantautor como vedette de una escena más amplia y madura a principios de la segunda década del siglo XXI".
El sitio Música Popular describe a Mecánica Popular como una banda que "impuso un sonido peculiar en el panorama de cantautoría joven chilena de comienzos de los 2000, mezclando rock, raíz folclórica y poesía".

## Discografía

### Discos de Estudio
- 1999 - Mecánica Popular
- 2000 - La Casa de Asterión
- 2003 - Fatamorgana

### Colectivos
- 2001 - Víctor Jara tributo rock
- 2005 - Inti + Quila Música en la memoria